# 民生費
民生費（みんせいひ）とは、地方自治体の歳出において福祉などに支出される費用。

## 民生費に含まれる事業
- 生活保護に関する費用
- 高齢者福祉に関する費用
- 障害者福祉に関する費用
- 児童福祉に関する費用
- 母子福祉に関する費用
- 国民健康保険・介護保険特別会計への繰出金